# Дженсен, Артур
А́ртур Ро́берт Дже́нсен (англ. Arthur Robert Jensen; 24 августа 1923 — 22 октября 2012) — американский психолог, специалист по педагогической психологии, эмерит-профессор Калифорнийского университета в Беркли.
Известен работами в области психометрии и дифференциальной психологии. Дженсена оценивают как одного из 50 наиболее выдающихся психологов XX века. Он является автором более 400 научных работ в реферируемых журналах и входил в редакционные коллегии таких изданий, как «Intelligence» и «Personality and Individual Differences».
Дженсен был главным сторонником позиции херидетарионизма — точки зрения в дискуссии «Социогенетизм или биогенетизм», согласно которой наследственность играет ведущую роль в формировании поведенческих свойств, таких как интеллект или личностные качества. Его выводы о связи интеллекта и расы вызвали множество споров в науке и обществе.
Изучал феноменальные возможности Деви, Шакунтала.

## Биография
Артур Дженсен родился в городе Сан-Диего, штат Калифорния, в семье Линды Мэри (урождённой Шахтмайер) и Артура Альфреда Дженсенов, которые владели фирмой по производству строительных и пиломатериалов. Его предки по отцовской линии были датскими иммигрантами, а мать имела наполовину еврейские, наполовину немецкие корни.
Он получил степень бакалавра в 1945 году в Калифорнийском университете Беркли, магистра в 1952 в Государственном колледже Сан-Диего, а в 1956 в Колумбийском университете защитил диссертацию по теме тематического апперцептивного теста. В последующие два года он занимался исследованиями в Институте психиатрии Лондонского университета.
По возвращении в Соединённые Штаты он стал исследователем и преподавателем в Калифорнийском университете в Беркли, где изучал индивидуальные различия в обучении, особенно влияние культурной среды, развития и наследственности на интеллект и усвоение знаний. В 1962 году в Беркли ему была предоставлена постоянная должность, а в 1964 он получил свой первый годичный отпуск для научной работы. Большую часть усилий он приложил к исследованию сложностей в обучении, возникающих у культурно обездоленных (англ. culturally disadvantaged) детей.
Дженсен умер 22 октября 2012 года в своём доме в Келсвилле, Калифорния, в возрасте 89 лет.

## Научная деятельность
Наиболее широко известна его работа Насколько мы можем повысить IQ и школьную успеваемость? (англ. How Much Can We Boost IQ and Scholastic Achievement?), опубликованная в феврале 1969 года в журнале Harvard Educational Review.
В статье он заключил, что программа Head Start Program, направленная на повышение уровня IQ афроамериканских детей, была неудачной в основной степени из-за того, что 80% вариаций IQ связаны с генетическими факторами, и всего 20% - с факторами окружающей среды (по оценкам Дженсена).
Работа вызвала широкий общественный резонанс и стала одной из самых цитируемых работ в области психологического тестирования и психометрических исследований . Несмотря на изначально положительные отклики, в целом работа принята научным сообществом противоречиво.

## Заслуги
- В 1964 году получил стипендию Гуггенхайма[11].
- В 2003 году за оригинальный вклад в понимание связи между человеческим геномом и человеческим обществом он был награждён Премией Кистлера[англ.].
- В 2006 году Международное общество изучения интеллекта[англ.] наградило его Премией за пожизненные достижения[12].